# Sjevernohalmaherski jezici
Sjevernohalmaherski jezici, najveća skupina od (16) zapadnopapuanskih jezika raširenih na Molucima (Maluku) u Indoneziji. Sastoji se od 4 uže podskupine, to su: a. Galela-Loloda sa (8) jezika; b. sahu sa (5) jezika; c. ternate-tidore (2) jezika; i d. Zapadni Makian s jedinim jezikom makian barat.
Zapadnopapuansku skupinu čine s jezicima zapadnim bird’s head ili zapadnovogelkopskim i yapenskim jezicima.

## Vanjske poveznice
- Ethnologue (14th)
- Ethnologue (15th)